# Jakub Kestenberg
Jakub Icek (Izaak) Kestenberg (ur. 1862 w Łodzi, zm. 28 czerwca 1928 tamże) – przemysłowiec.
Syn Izraela i Rajzli Trybowicz. Żonaty z Dwojrą Kronzilberg. Jego ojciec był fabrykantem – właścicielem fabryki wyrobów bawełnianych. Z czasem przejął interes, którym kierował ojciec.
Zakupił w 1893 roku działkę na rogu ulic Jaracza (dawniej Cegielniana) i Sterlinga (dawniej Nowo Targowa), do 1900 roku wybudowali tam fabrykę wyrobów wełnianych., obejmującą tkalnię, aperturę i farbiarnię. W roku 1902 Franciszek Chełmiński zaprojektował rezydencję dla rodziny, zrealizowaną w roku 1903. W 1913 roku firma Kestenberga została przekształcona w Towarzystwo Akcyjne Manufaktury Bawełnianej Jakub Kestenberg. Fabryka Kestenberga została zniszczona w trakcie I wojny światowej, a następnie zlicytowana. Kestenberg został pochowany na nowym cmentarzu żydowskim przy ul. Brackiej.